# Dawson (Oregon)
Dawson az Amerikai Egyesült Államok északnyugati részén, Oregon állam Benton megyéjében elhelyezkedő önkormányzat nélküli település.
A Hull-Oakes Lumber Company fafeldolgozója a Southern Pacific Railroad egykori megállójának helyén jött létre.